# Балш
Балш (алб. Ballshi) је град у Албанији у региону Фиер. Околина града је богата изворима нафте, а у самом граду се налази рафинерија. Балш има медитеранску климу и окружен је врховима планине Малакастра. Према попису из 2011. године, укупан број становништва је 7.657.

## Назив
Име данашњег града потиче од назива оближњег археолошког локалитета, на коме се у античким временима налазио древни илирски град Билис (грч. Βύλλις, лат. Byllis).

## Историја
Током раног периода римске власти, град је био у саставу провинције Македоније. Након реформе провинцијске управе, град је током позноримског и рановизантијског периода био у саставу провинције Нови Епир (лат. Epirus Nova).
У време досељавања Јужних Словена, током 6. и 7. века, дошло је до пропасти византијске власти у овом граду, који је похаран, а на ширем простору се затим настанило словенско племе Вајонита. У науци постоји мишљење да се потоњи словенски град Главиница налазио у области античког Билиса, односно потоњег Балша.
Током 9. века, шира област око данашњег града Балша потпала је под власт Првог бугарског царства, а византијска власт у тој области обновљена је почетком 11. века. Средином 14. века, област се налазила у саставу Српског царства, а потом је припадала Валонској кнежевини. У близини се 1385. године одиграла српско-турска Битка на Саурском пољу, у којој је погинуо драчки херцег Балша II Балшић.
Tоком раздобља турске власти, град је био центар области Малакастре, између 1670. и 1912. године. Након 1912. године, град је припао новоствореној држави Албанији.

## Економија
Околна поља града су богата сировом нафтом и дотерани су низом нафтних бунара успостављених током комунистичке диктатуре. Само мали део ових бунара данас функционише, град има Рафинерију нафте која ради, а производи нафте су веома значајни.

## Спортови
Градски тим ФК Билис Балш, игра на стадиону Адуш Муца.